# 葉山せり
葉山 せり（はやま せり）は、日本の漫画家。

## 作品リスト

### 連載
- 湖岸の盲点 小此木鶯太郎の事件簿（ガンガンONLINE）

### アンソロジー
- 名門王子 LOVE☆ASSASSIN（コミックアンソロジー 王子。）
- To you（コミックアンソロジー 制服。）

| スタブアイコン | サブスタブ | この項目は、まだ閲覧者の調べものの参照としては役立たない、漫画家・漫画原作者に関連した書きかけの項目です。この項目を加筆・訂正などしてくださる協力者を求めています（P:漫画/PJ:漫画家）。 |